# Simca 1307
La 1307/1308/1309 è un'autovettura di classe medio-alta prodotta tra il 1975 ed il 1986 dalla casa automobilistica francese SIMCA. Eletta Auto dell'anno 1976, era stata presentata al Salone di Parigi nell'ottobre dell'anno precedente.
Fu la prima vettura a portare sul cofano il doppio marchio Simca-Chrysler e, come logo, lo stemma pentagonale. Sul mercato inglese venne commercializzata con il nome di Chrysler Alpine.

## Storia e profilo

### Genesi
La nascita del progetto che avrebbe dato vita alla 1307 ed alle sue varianti risale al 1969, anno in cui nei programmi della Chrysler, allora già azionista di maggioranza della Simca, comparve il progetto B-Car, in cui ci si propose di realizzare e produrre una vettura in grado di sostituire i non più giovani modelli 1301 e 1501, a loro volta aggiornamenti delle Simca 1300 e 1500 risalenti al 1963. Stando alle specifiche imposte, il nuovo modello doveva avere cilindrate comprese tra i 1500 ed i 1800 cm³. Ciò impose quindi anche la progettazione di un nuovo cambio in grado di reggere meglio la maggiore coppia motrice trasmessa dai nuovi propulsori, che peraltro dovevano inizialmente essere con distribuzione ad asse a camme in testa. Fu quindi impossibile, stando ai primi diktat, riproporre i motori delle 1301 e 1501, ancora dotati di asse a camme laterale.
All'inizio del 1970 nacquero i primi schizzi su carta, che per la maggior parte raffiguravano una berlina classica a 3 volumi e solo uno propose una lunga vettura due volumi con portellone posteriore. Di quest'ultimo disegno, nel marzo successivo venne realizzato un modello in scala reale, su autorizzazione dei vertici Chrysler: il successo dei primissimi modelli con portellone, come la Renault 16, l'Autobianchi Primula e la stessa Simca 1100, furono le molle che spinsero la Chrysler Europe a continuare su quella linea. Ma nel luglio dello stesso anno, quando la Chrysler divenne detentrice esclusiva del marchio di Poissy, di tutto quanto fu svolto fino a quel momento venne fatta "tabula rasa", per ricominciare daccapo a fine anno con un nuovo progetto denominato C6 o A+Car, dove la A+ volle significare qualcosa di meno altolocato della precedente B-Car, anche se comunque abbastanza vicino a quelle che furono le idee originarie. Le nuove specifiche confermarono tra l'altro una vettura che doveva essere caratterizzata dalla presenza di un portellone posteriore che ne innalzasse le doti di praticità. Tra le altre caratteristiche imposte dal progetto C6 vi furono l'ottimizzazione dell'abitabilità interna, gli sbalzi ridotti e lo schema meccanico a motore anteriore trasversale e trazione anteriore. Questa soluzione avrebbero permesso di far guadagnare spazio all'abitacolo con la realizzazione di un pavimento piatto grazie alla mancanza del tunnel della trasmissione. 
Lo sviluppo stilistico dell'erede dei modelli 1301 e 1501 fu affidato al centro stile di Whitley, in Inghilterra. Qui, l'équipe guidata da Roy Axe preferì improntare lo stile del nuovo modello ad un design moderno, tralasciando qualsiasi legame con gli stilemi proposti dalle Simca commercializzate in quel periodo e anche con i modelli Chrysler 160, 180 e 2 Litre, troppo classicheggianti. All'inizio del 1973, dei tanti schizzi proposti ne vennero selezionati quattro che dovettero essere modellati in scala 1:1 utilizzando creta. Il 21 maggio 1973 venne congelata la linea definitiva. Analogamente allo stile esterno, vennero condotti gli studi per lo stile dell'abitacolo.
Per quanto riguarda il lato tecnico, le nuove direttive della Chrysler imposero la rinuncia a nuovi motori monoalbero in testa, a favore di unità motrici tradizionali, derivate da quelle utilizzate sulla 1100. A tale scopo, dall'unità 366 da 1.3 litri, venne derivato un nuovo motore da 1442 cm³, più idoneo alla classe superiore della vettura. Non fu necessario invece riprogettare un nuovo cambio, come venne ipotizzato all'inizio, poiché quello della 1100 fu giudicato idoneo anche alla nuova vettura e al nuovo motore. Anche per quanto riguarda l'avantreno, ci si rifece in gran parte alle soluzioni viste sulla 1100: fu confermata quindi la soluzione a quadrilateri, mentre per il retrotreno venne montato un nuovo schema a bracci oscillanti.
La messa a punto definitiva di carrozzeria e organi meccanici fu attuata al Centro di Carrières-sous-Poissy, dove vennero assemblati anche i primi prototipi. I primi test della meccanica furono invece condotti presso la pista di Mortefontaine, a nord di Parigi: i tredici prototipi realizzati prima del lancio effettuarono 550 000 km di percorso lungo il tracciato di Mortefontaine tra il 28 giugno 1974 e l'11 febbraio dell'anno seguente. Parte di questo exploit venne condotto in Lapponia nei mesi di gennaio e febbraio del 1975, in modo da testare gli organi meccanici anche a temperature di 40 gradi sotto zero. Analogamente, nei mesi estivi, svariati test furono condotti in Marocco, in maniera tale da valutare la resistenza della vettura in condizione climatiche diametralmente opposte e in particolare di riscontrare eventuali fenomeni di surriscaldamento.
Tre preserie per un totale di 355 esemplari furono assemblate nella primavera del 1975 per i collaudi finali.

### Debutto commerciale
Il 5 luglio 1975 la Chrysler Europe rilasciò un comunicato stampa nel quale ufficializzò il lancio del nuovo modello, la cui gamma fu resa nota due settimane dopo. Tra il 1º settembre e il 4 ottobre dello stesso anno vi fu la presentazione alla stampa: gli addetti della stampa francese ed internazionale poterono provare la vettura in un percorso pianificato, compreso tra Carrières-sous-Poissy e Deauville, che univa tratti di strade urbane principali e secondarie a tratti autostradali. In totale accorsero 430 giornalisti francesi più 315 provenienti da altri Paesi (di cui 60 italiani). I giudizi furono unanimi: la nuova Simca piacque sotto più punti di vista: comfort, dotazione, praticità e abitabilità. Il comportamento stradale era molto sicuro e la velocità di punta delle varie versioni traeva vantaggio dalla buona efficienza aerodinamica della carrozzeria.
Il 27 settembre avvenne la presentazione al pubblico in occasione del Salone di Parigi sia della Simca 1307 che della sua versione più ricca, la 1308. Anche le impressioni del pubblico furono più che positive, tanto che alla fine della kermesse parigina, vi furono anche non pochi ordini.

#### Design esterno ed interno
Nel suo complesso, la linea dei modelli 1307 e 1308 fu molto equilibrata: pur essendo arrivata tra le ultime nel campo delle "medie" con portellone, la nuova Simca seppe in compenso riunire tutti i pregi riscontrabili in altri modelli di segmento analogo. Il frontale, non di certo originale, appariva però molto più moderno rispetto alle 1301 e 1501 uscenti. La caratteristica più evidente del "muso" stava nella sua protensione in avanti, un po' come nelle BMW prodotte in quegli anni. I grandi gruppi ottici rettangolari garantivano un elevato campo visivo anche di notte. Sul cofano motore e sulla calandra campeggiavano la scritta e lo stemma della Chrysler. La vista laterale permetteva di apprezzare il lavoro svolto dai designer per ottenere una vettura dal disegno profilato, ma nel contempo in grado di offrire spazio a volontà per passeggeri e bagagli. Sempre la fiancata era caratterizzata da un'ampia scalfatura che snelliva la vista d'insieme. Se frontalmente erano presenti scritta e stemma della Chrysler, la coda dal disegno tronco sfoggiava ancora il marchio Simca. Anche qui erano presenti elementi rettangolari o comunque spigolosi, come i fari a sviluppo orizzontale e dotati di plastiche di tipo "striato", che ricordavano le più lussuose Mercedes-Benz dell'epoca.
All'interno della vettura, una volta aperte le portiere, si entrava in un ampio abitacolo la cui spaziosità era ai vertici della sua categoria. Ben progettato anche il posto guida, comodo come peraltro anche gli altri sedili: qui si trovava una plancia dal disegno razionale e intuitivo nella disposizione dei comandi. La consolle centrale incorporava alcuni comandi secondari, mentre la maggior parte di essi si trovava raggruppata nelle due leve a destra e a sinistra del piantone dello sterzo. Il cruscotto era a sei strumenti (tranne che nella versione di base, che ne possedeva solo due): tachimetro, contagiri, termometro acqua, orologio, manometro olio e indicatore livello carburante. Le ampie superfici vetrate garantivano una visibilità buona e una soddisfacente luminosità all'interno dell'abitacolo. La stampa definì più che buono anche il grado di finitura, nonostante alcuni particolari migliorabili. Buona anche la capacità del bagagliaio: 300 litri in configurazione a 5 posti potevano essere aumentati a 473 rimuovendo la cappelliera e rinunciando al divano posteriore si poteva salire a 1400.

#### Meccanica e motori
La meccanica della gamma 1307/1308 fu in gran parte ereditata dalla 1100, anche se non mancarono novità di rilievo. Lo schema meccanico generale dei due modelli prevedeva motore anteriore trasversale abbinato a trazione anteriore e cambio in blocco con il motore, sospensioni a ruote indipendenti e impianto frenante misto. L'avantreno a bracci triangolari oscillanti trasversali con barre di torsione longitudinali era ripreso da quello della "sorella minore", mentre nuovo era il retrotreno a triangoli oscillanti con molle elicoidali ed ammortizzatori idraulici separati. Come già anticipato, l'impianto frenante, del tipo a doppio circuito frenante, prevedeva dischi all'avantreno e tamburi al retrotreno, mentre lo sterzo era a cremagliera, con piantone spezzato in due punti ed articolato mediante giunti cardanici elastici.

Al debutto erano disponibili tre motorizzazioni:
- 1307 GLS: versione di base equipaggiata con il motore 366 da 1294 cm³ alimentato con un carburatore monocorpo e potenza massima di 68 CV a 5600 giri/min;
- 1307 S: versione intermedia dotata dello stesso motore 366, ma, come nella Matra Bagheera, con due carburatori doppio corpo e potenza massima che arrivava a 82 CV a 6000 giri/min;
- 1308 GT: versione di punta spinta dal nuovo motore 6Y2 con cilindrata di 1442 cm³ e potenza massima di 85 CV a 5600 giri/min.

Brillanti e parchi nei consumi, questi motori ad aste e bilancieri, come altri dell'epoca, erano caratterizzati dal forte rumore di punterie che emettevano quando la messa a punto non era ottimale. Del resto la loro architettura tradizionale puntava soprattutto su robustezza e semplicità costruttiva. Ma su un aspetto questi motori non temevano confronti in fatto di modernità: l'aver portato al debutto per la prima volta in Europa, su un veicolo di grande diffusione, l'accensione elettronica senza contatti, attuata mediante transistor. La Chrysler, che aveva già montato tale soluzione sui suoi modelli commercializzati oltreoceano, decise di estenderla anche nei modelli europei.
Il cambio previsto era manuale a 4 marce su tutta la gamma con gli stessi rapporti di demoltiplicazione della 1100, con quarta surmoltiplicata (1,079:1).

#### Allestimenti e dotazioni
Le tre versioni differivano anche sul piano della dotazione:
- 1307 GLS: la versione di base comprendeva il pavimento rivestito in moquette, i sedili reclinabili, il lavavetro elettrico, i fari posteriori con fendinebbia e luci di retromarcia integrate;
- 1307 S: questa versione intermedia aggiungeva in più il cruscotto a sei strumenti anziché due, una console centrale più massiccia e sviluppata che integrava meglio le bocchette di aerazione ed i fari anteriori a iodio H4;
- 1308 GT: versione di punta che comprendeva nella dotazione quanto già visto nei due allestimenti precedenti, ma con in più i poggiatesta anteriori, i fari allo iodio con lavafari, il tergilunotto e i vetri atermici.

### Evoluzione

#### La prima serie (1307-1308-1309)
La produzione fu avviata nello stabilimento di Poissy: i grandi consensi suscitati dalla vettura furono tali da far allungare in breve tempo le liste di attesa, nonostante i vertici Chrysler si fossero già organizzati in tal senso. La marea di lusinghe ricevute dalla Simca 1307/1308 sfociò nella sua elezione come Auto dell'anno per il 1976.
In quell'anno non vi furono modifiche o aggiornamenti di sorta alla gamma: l'unica notizia degna di menzione fu il traguardo dei 250.000 esemplari prodotti, raggiunto il 16 novembre del 1976. La cadenza produttiva in quel periodo fu di 1.080 esemplari al giorno. Per il resto, non vi furono che alcune migliorie nella dotazione, come per esempio l'aggiunta della predisposizione per l'autoradio nei modelli 1307 oppure la sostituzione del vecchio carburatore con un altro, regolabile solo dalla Casa.
Il successo della "media" di Poissy non conobbe soste e nel 1977 si piazzò al secondo posto tra le berline più vendute in Francia e al primo posto tra i modelli tra i 1300 ed i 1500 cm³. Nel luglio dello stesso anno la produzione fu avviata anche in Spagna nello stabilimento Chrysler locale (già stabilimento Barreiros Diesel). Parte della produzione di Poissy fu invece inviata smontata nello stabilimento Chrysler inglese di Ryton e nello stabilimento SOMACA di Casablanca (un altro stabilimento ex-Simca passato in seguito sotto il controllo Chrysler), dove le vetture vennero assemblate in loco per i rispettivi mercati interni. La maggior parte degli aggiornamenti avutisi nella seconda metà del 1977 era concentrata nell'abitacolo, che divenne maggiormente insonorizzato. Il cruscotto vide l'arrivo delle spie dello starter e dell'usura delle pastiglie freno e nella GLS la dotazione fu arricchita con l'orologio fino a quel momento previsto nelle altre due versioni.
Nel 1978 accaddero diversi fatti molto significativi: a gennaio cominciò la commercializzazione della Horizon, destinata a rimpiazzare la 1100, ma che per molti versi poteva infastidire la carriera della gamma 1307/1308. Per questo la gamma stessa si arricchì di due nuove versioni, la 1308 S e la 1308 GT Super Luxe (Exclusive in Italia): la prima era in pratica una 1307 S, ma con il motore della 1308 GT, mentre la seconda era caratterizzata da una dotazione ulteriormente arricchita da autoradio a cassette, cerchi in lega, chiusura centralizzata, vernice metallizzata e poggiatesta anteriori regolabili. Sempre nel 1978, una nuova legge in Francia stabilì il calcolo della potenza fiscale di un'auto non solo in base alla cilindrata, ma anche in base al consumo e in base alla rapportatura del cambio. Per questo, motivo, la 1308 S nei suoi tre allestimenti ricevette un nuovo cambio con diversa rapportatura della quarta marcia e beneficiò dell'inclusione nella fascia dei 7 cavalli fiscali. In pratica, la 1307 S, fino a quel momento equipaggiata con il 1.3 3G4), ricevette il 1.4 fino a quel momento montato sulle varie 1308.
Rimanendo nel 1978, va osservato un fatto assai importante: se la gamma della "media" Chrysler-Simca riscosse successo, lo stesso non si poté dire della Chrysler in generale, da tempo ormai in perdita, anche e soprattutto a causa della crisi petrolifera del 1973. Perciò, il colosso statunitense decise di disfarsi della sua sezione europea e trovò l'acquirente nel Gruppo PSA, all'epoca una giovanissima realtà che mirava a costituire una solida holding. L'accordo fu raggiunto il 10 agosto del 1978: il Gruppo PSA, fino a quel momento formato da Peugeot e Citroën, divenne detentore di tutti i marchi assorbiti fino a quel momento dalla Chrysler Europe, e tra questi anche marchi come Talbot e Simca. Sempre nell'estate del 1978, la gamma si arricchì con l'arrivo della 1309 SX, nuova versione di punta della gamma, spinta dall'unità 6J2 da 1592 cm³, in grado di erogare fino ad 88 CV di potenza massima. La dotazione, per l'epoca assai ricca, di questa versione comprendeva il servosterzo, il tergilavalunotto ed il regolatore di velocità, ma soprattutto un inedito cambio automatico a 3 rapporti, oltre alla dotazione di tutte le altre versioni di livello inferiore.

#### La seconda serie (1510)
L'acquisizione della Chrysler Europe da parte del Gruppo PSA ebbe uno sbocco concreto il 10 luglio del 1979, quando tutte le vetture prodotte con marchio Chrysler furono rimarchiate come Talbot. In questo modo, il marchio Simca venne inizialmente abbinato al marchio Talbot, dando luogo al nome Talbot-Simca.
Questa rivoluzione si ripercosse nel medesimo modo anche sulla gamma 1307/1308/1309, che venne ribattezzata 1510 indipendentemente dalle motorizzazioni. Contemporaneamente la vettura fu oggetto di un restyling, che interessò il frontale (ridisegnato), i paraurti, i gruppi ottici posteriori, gli interni (ridisegnati) e la strumentazione, resa più moderna ed aerodinamica (il Cx passò da 0.41 a 0.39). Nonostante le modifiche estetiche, a livello tecnico non si registrarono novità. La gamma era composta dalle varianti:
- 1510 LS con motore d1 1294 cm³ da 68 CV e cambio a 4 marce
- 1510 GL e 1510 GLS, con motore di 1442 cm³ da 85 CV e cambio a 4 marce
- 1510 SX, con motore di 1592 cm³ da 90 CV e cambio a 5 marce o, a richiesta, automatico a 3 rapporti.

I numerosi pregi delle 1307/1309 si ritrovarono nel nuovo modello, tuttavia, poiché tecnicamente non era cambiato quasi nulla ed erano trascorsi alcuni anni, la nuova vettura risultò poco aggiornata rispetto alla concorrenza. Rispetto alla progenitrice, il passo avanti più evidente fu il miglioramento delle finiture interne, ma l'arma in più della nuova gestione PSA fu l'applicazione di una garanzia di sei anni contro la corrosione passante della carrozzeria, vero punto debole della gamma durante il periodo Chrysler.
Nel 1980, il marchio Talbot-Simca divenne semplicemente Talbot, sancendo così la scomparsa definitiva dell'altro storico marchio, quello della Simca. Il 1980 fu anche l'anno di commercializzazione della versione a tre volumi, ribattezzata Solara. La 1510 subì in quel periodo solo modifiche di dettaglio: l'unica novità degna di nota fu l'introduzione della 1510 Exclusive, una serie speciale limitata a 1000 esemplari spinta dal 1.6 da 88 CV, ma accoppiato ad un inedito cambio manuale a 5 marce.
Novità più sostanziose si ebbero nel 1981, quando la 1510 LS vide il pensionamento del proprio motore 1.3, a favore di una versione depotenziata del 1.4 già presente su altre versioni della gamma. In questo caso la potenza fu ridotta da 85 a 70 CV. Mentre la GL mantenne il suo motore 1.4 da 85 CV, la GLS ricevette il motore 1.6 della SX, ma sia per l'una che per l'altra la potenza fu portata a 90 CV e su entrambe venne montato il cambio manuale a 5 marce, mentre l'automatico a tre rapporti, fino a quel momento di serie sulla SX, divenne disponibile solo a richiesta.
Furono gli ultimi aggiornamenti per la gamma 1510, la quale sparì dai listini ufficiali Talbot nel giugno del 1982, ma continuò ad essere prodotta in altri mercati, come in quello spagnolo, quello inglese e quello marocchino, già citati in precedenza, oltre ad altri mercati europei ed extraeuropei. Nella maggior parte di questi casi, la produzione si protrasse fino a metà del decennio.
In Unione sovietica ispirò esteticamente la Moskvitch Aleko, che però presentava sostanziali differenze come il motore longitudinale e soluzioni ispirate alla Audi 100 dell'epoca.

### Riepilogo caratteristiche
Di seguito vengono riepilogate le caratteristiche delle varie versioni costituenti la gamma 1307/1308/1309 e 1510. I prezzi riportati sono in migliaia di lire e si riferiscono al momento del debutto nel mercato italiano:
| Modello        | Codice | Motore | Cilindrata cm³ | Potenza CV/rpm | Coppia Nm/rpm | Cambio/ N°rapporti | Massa a vuoto (kg) | Velocità max | Consumo normalizzato (l/100 km) | Anni di produzione | Prezzo al debutto (lirex1000) |
| Chrysler-Simca |        |        |                |                |               |                    |                    |              |                                 |                    |                               |
| 1307 GLS       | S6MC1  | 3G2    | 1294           | 68/5600        | 105/2800      | M/4                | 1.040              | 152          | 6.9                             | 1975-79            | 2.598                         |
| 1307 S         | S6MA1  | 3G2    | 1294           | 82/6000        | 107/3000      | M/4                | 1.070              | 163          | 7.1                             | 1975-78            | 2.868                         |
| 1307 S         | S6MD1Z | 6Y2    | 1442           | 85/5600        | 125/3000      | M/4                | 1.075              | 164          | 7.1                             | 1978-79            | -                             |
| 1308 GT/ S/SL  | S6MD1  | 6Y2    | 1442           | 85/5600        | 125/3000      | M/4                | 1.075              | 164          | 7.1                             | 1975-78            | 3.115                         |
| 1309 SX        | S6MB1  | 6J2    | 1592           | 88/5400        | 132/3000      | A/3                | 1.085              | 164          | 8.4                             | 1978-79            | 6.940                         |
| Talbot         |        |        |                |                |               |                    |                    |              |                                 |                    |                               |
| 1510 LS        | T6MC1  | G1A    | 1294           | 68/5600        | 105/2800      | M/4                | 1.050              | 153          | 6.9                             | 1979-81            | 5.990                         |
| 1510 LS        | 61A281 | 6Y1    | 1442           | 69/5200        | 114/3000      | M/4                | 1.060              | 155          | -                               | 1981-82            | -                             |
| 1510 GL        | S6MD5  | 6Y2    | 1442           | 85/5600        | 125/3000      | M/4                | 1.060              | 163          | 7.1                             | 1979-82            | 6.590                         |
| 1510 GLS       | S6MD5  | 6Y2    | 1442           | 85/5600        | 125/3000      | M/4                | 1.060              | 164          | 7.1                             | 1979-81            | 7.190                         |
| 1510 GLS       | 61A382 | 6J2    | 1592           | 90/5400        | 132/3000      | M/5                | 1.110              | 167          | 8.8                             | 1981-82            | 8.975                         |
| 1510 SX        | T6MB1  | 6J2    | 1592           | 88/5400        | 132/3000      | A/3                | 1.110              | 158          | 8.5                             | 1979-81            | 8.190                         |
| 1510 SX        | 61A382 | 6J2    | 1592           | 90/5400        | 132/3000      | M/5                | 1.080              | 167          | 8.4                             | 1981-82            | 9.395                         |

### Altri mercati

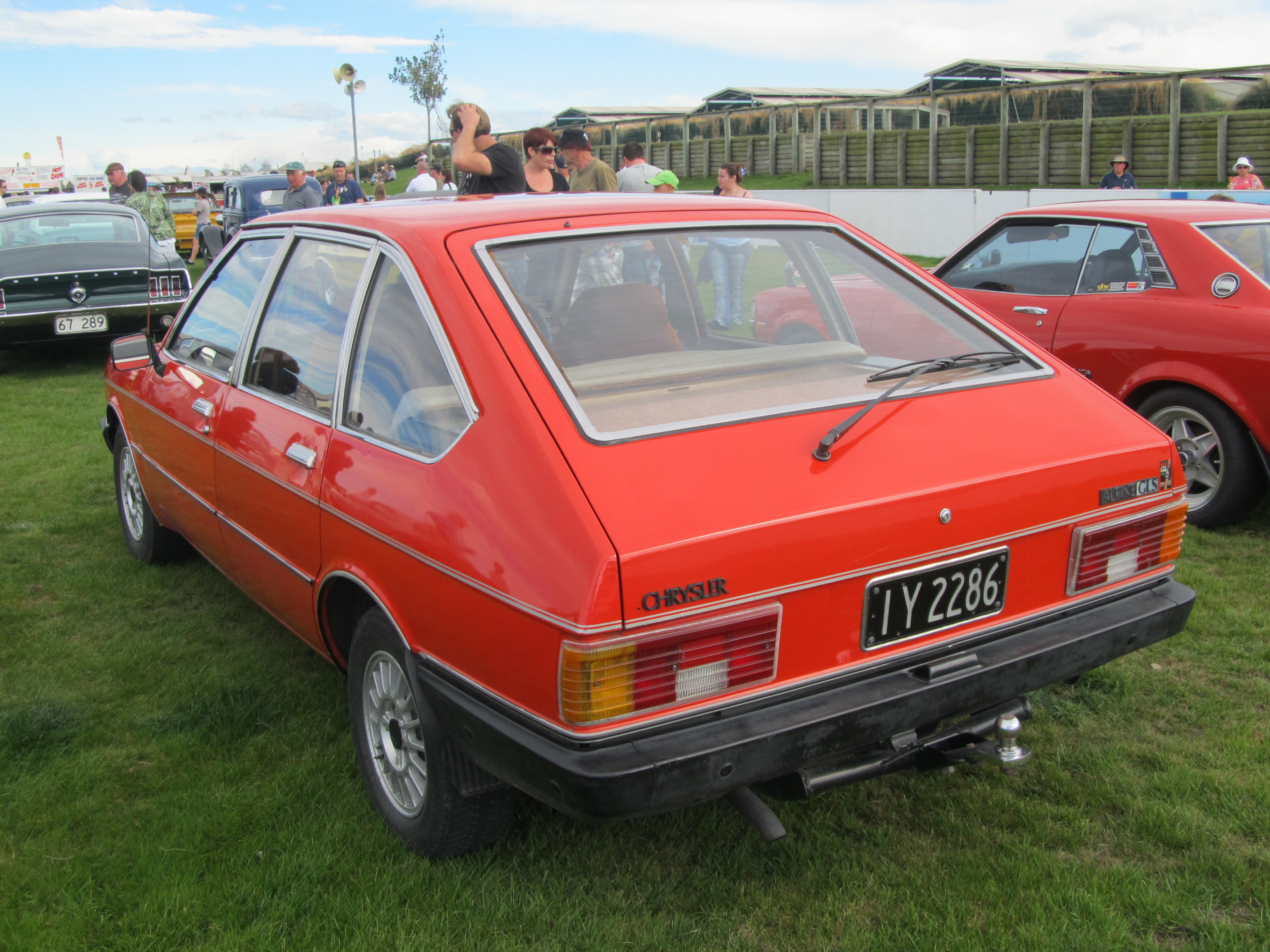
Posteriore della Chrysler Alpine

La gamma 1307/1308/1309 fu prodotta anche in diversi altri Paesi e con altre denominazioni:
- Regno Unito: in Inghilterra fu prodotta come Chrysler Alpine per il mercato dell'intero Regno Unito; fu presentata al Salone di Londra nell'ottobre 1975 in due versioni: la Alpine GL, corrispondente alla 1307 GLS, e la Alpine S, che unì l'allestimento della 1307 S al motore della 1308 GT. La produzione fu avviata nel gennaio 1976 nello stabilimento di Ryton, ossia l'ex-stabilimento del Gruppo Rootes, da alcuni anni sotto il pieno controllo del colosso statunitense. Qui le vetture giungevano smontate dalla Francia per essere poi assemblate in loco. Nel 1980, in seguito all'assorbimento della Chrysler Europe da parte del Gruppo PSA, la gamma cambiò denominazione in Talbot Alpine. Da qui, la produzione proseguì ancora per oltre cinque anni, ben oltre la produzione nella maggior parte d'Europa, dove la gamma cessò di essere assemblata a partire dal giugno 1982. Tra l'ottobre del 1984 ed il giugno del 1985, ultimi mesi di produzione, i vertici PSA decisero di rispolverare due nomi appartenuti alla storia del Gruppo Rootes, ossia Minx e Rapier. Fu così che per quell'ultima fase fu cancellato il nome Alpine in favore dei due nomi, utilizzati indifferentemente anche per la Solara, e che andarono ad indicare due livelli di allestimento ben distinti. I modelli Talbot Rapier e Talbot Minx, erano disponibili a 4 e a 5 porte e beneficiarono di un leggero restyling visibile specialmente nella nuova calandra ridisegnata.
- Spagna: in Spagna, la produzione fu avviata nell'ex-stabilimento Barreiros Diesel di Villaverde, un sobborgo di Madrid. L'impianto dal 1969 divenne totalmente di proprietà della Chrysler e per questo ribattezzato Chrysler España. Qui la gamma della "media" francese debuttò nel 1977 con il nome di Chrysler 150 e in quattro versioni: GLS, GLS Confort, S e GT. Mentre le due versioni GLS montavano il 1.3 da 68 CV, le altre due erano equipaggiate con il 1.4 da 85 CV. In seguito si aggiunse alla gamma la 150 SX, corrispondente alla 1309 SX. Sotto la gestione PSA, la gamma fu riproposta come Talbot 150 ma, a differenza della gamma prevista per il resto d'Europa, non vi fu il leggero restyling, che venne rinviato al giugno 1980. La produzione cessò alla fine del 1984.
- Marocco: la gamma della 1307 e delle sue derivate fu prodotta anche in Marocco, presso lo stabilimento So.Ma.C.A. di Casablanca, un impianto inaugurato il 4 luglio 1959 e che gravitava nell'orbita della Simca. Anche questo stabilimento finì quindi sotto il controllo della Chrysler, che nel 1976 vi avviò la produzione della 1307 e della 1308. Anche qui, come in Inghilterra, le vetture giungevano smontate per essere poi assemblate. La gamma fu composta dai modelli 1307 GLS e 1308 GT, prodotti con marchio Simca, come nell'Europa continentale (tranne la Spagna). La gamma fu ridenominata come Talbot 1510 a partire dalla metà del 1980 e la produzione terminò all'inizio del 1985. Nei primi giorni di quell'anno furono assemblati gli ultimi cinque esemplari.

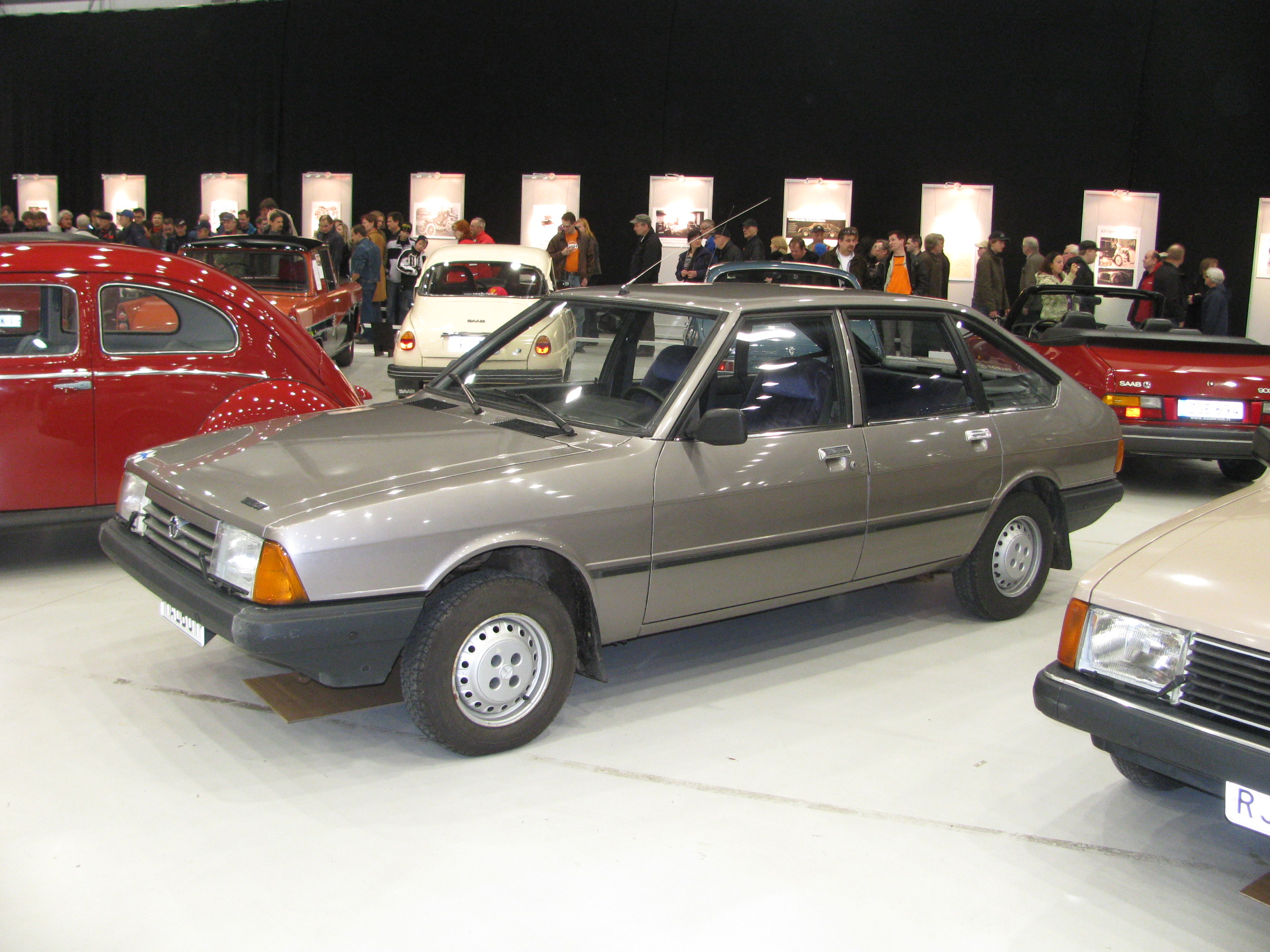
La Talbot 1510 prodotta in Finlandia

- Finlandia: la produzione della vettura fu portata anche nello stabilimento Saab-Valmet di Uusikaupunki, nel sud della Finlandia, a seguito di un accordo di produzione tra la stessa Saab-Valmet e la Chrysler, oramai sotto il controllo del Gruppo PSA. Anche qui, come in Marocco, le vetture giungevano smontate per poi essere assemblate. Le denominazioni commerciali erano differenti solo in parte rispetto a quelle adottate nel resto d'Europa: la versione di base continuò a chiamarsi 1307, mentre la versione di punta prese il nome inedito di 1508 e commercializzata con il marchio Chrysler-Simca. In realtà, inizialmente, si pensò di utilizzare il nome di 1508 anche in Europa, quando il modello debuttò nel 1975, ma poi la scelta cadde sulla sigla 1308. Poco tempo dopo l'avvio della produzione, la gamma si arricchì con l'arrivo della 1609 SX, corrispondente alla 1309 SX prevista negli altri Paesi europei. Anche nel caso della produzione finlandese, nel 1980 vi fu il passaggio alla denominazione Talbot 1510. La produzione in Finlandia, che distribuì i vari modelli anche nel mercato svedese, terminò alla fine del 1985. Nell'ultimo anno di produzione, dallo stabilimento di Uusikaupunki venne partorita una versione specifica solo per i due mercati scandinavi e mai vista in nessun altro Paese: la 1510 Diesel, equipaggiata con il motore XUD9 da 1905 cm³ e da 65 CV di potenza massima.
- Colombia: la 1307 e la 1308 furono prodotte a partire dal 1977 anche dalla Chrysler Colmotores di Bogotà, in Colombia, dove le vetture giunsero smontate dallo stabilimento spagnolo di Villaverde. A Bogotà la vettura fu prodotta come Dodge Alpine. Va ricordato infatti che già all'epoca il marchio Dodge era da parecchio tempo di proprietà della Chrysler. Ne furono prodotti circa 20 000 esemplari fino al 1981.
- Nuova Zelanda: la produzione fu portata persino all'altro capo del mondo nello stabilimento della Todd Corporation di Wellington, in Nuova Zelanda. Tale impianto, che una volta assemblava modelli del Gruppo Rootes, finì anch'esso sotto il controllo della Chrysler, che perciò vi fece produrre le 1307 e 1308 locali, anche in questo caso, come in Inghilterra, con il nome di Chrysler Alpine. La produzione, avviata nel 1977, si protrasse fino al 1983.